# Stanley Buckmaster, 1. Viscount Buckmaster

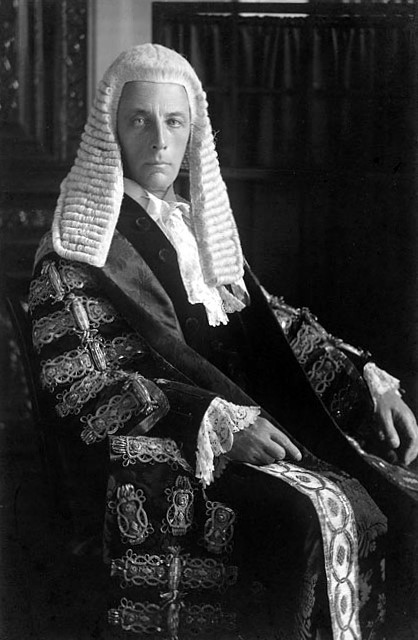
Stanley Buckmaster, 1. Viscount Buckmaster

Stanley Owen Buckmaster, 1. Viscount Buckmaster PC KC GCVO (* 9. Januar 1861; † 5. Dezember 1934 in London) war ein britischer Jurist und Politiker der Liberal Party, der unter anderem mit Unterbrechungen acht Jahre lang Abgeordneter des House of Commons sowie zwischen 1915 und 1916 Lordkanzler (Lord High Chancellor) war.

## Leben

### Rechtsanwalt und Unterhausabgeordneter
Buckmaster absolvierte nach dem Besuch der Aldenham School zunächst ein grundständiges Studium am Christ Church der University of Oxford, das er 1882 mit einem Bachelor of Arts (B.A.) beendete. Nach einem Studium der Rechtswissenschaften erhielt er 1884 seine anwaltliche Zulassung bei der Anwaltskammer (Inns of Court) von Inner Temple und nahm danach eine Tätigkeit als Barrister auf. Ein weiteres postgraduales Studium am Christ Church schloss er 1886 mit einem Master of Arts (M.A.) ab. Neben seiner Tätigkeit als Barrister war er auch Friedensrichter (Justice of the Peace) von Hertfordshire und wurde für seine anwaltlichen Verdienste 1902 zum Kronanwalt (King’s Counsel) sowie zum sogenannten „Bencher“ der Anwaltskammer von Inner Temple ernannt.
Am 12. Januar 1906 wurde Buckmaster als Kandidat der Liberal Party im Wahlkreis Cambridge Borough zum Mitglied des House of Commons gewählt und konnte sich dabei mit 4232 Stimmen (51,89 Prozent) gegen den Kandidaten der Conservative Party, Almeric Paget, durchsetzen, der 3924 Stimmen (48,11 Prozent) bekam. Sein Abgeordnetenmandat verlor er jedoch bereits bei der darauf folgenden Wahl am 15. Januar 1910 gegen Paget, der nunmehr mit 4667 Stimmen (53,35 Prozent) vorn lag, während er selbst diesmal nur 4081 Stimmen (46,65 Prozent) erhielt.
Bei einer Nachwahl (By-election) im Wahlkreis Keighley am 27. Oktober 1911 wurde Buckmaster für die Liberalen wieder zum Mitglied des Unterhauses gewählt, und zwar mit 4667 Stimmen (39,0 Prozent). Dabei konnte er sich nicht nur gegen den Konservativen William Mitchell Acworth durchsetzen, auf den 3842 Stimmen (32,1 Prozent) entfielen, sondern auch gegen William Crawford Anderson, der als Drittplatzierter 3452 Stimmen (28,9 Prozent) bekam und der zu der Zeit Vorsitzender der Independent Labour Party (ILP) war. Dem House of Commons gehörte er bis zum 27. Mai 1915 an und war während dieser Zeit zwischen 1911 und 1913 auch Rechtsberater der University of Oxford.

### Solicitor General, Lordkanzler und Oberhausmitglied
Buckmaster, der am 15. Dezember 1913 zum Knight Bachelor geschlagen wurde und fortan den Namenszusatz „Sir“ führte, wurde 1913 Nachfolger von John Allsebrook Simon als Solicitor General und war als solcher bis zu seiner Ablösung durch Frederick Edwin Smith 1915 Stellvertreter des Generalstaatsanwalts (Attorney General) und damit einer der wichtigsten Berater der Krone und der Regierung von Premierminister Herbert Henry Asquith. Neben dieser Tätigkeit war er zwischen 1914 und 1915 auch Direktor des Presseamtes.
Am 27. Mai 1915 wurde Buckmaster als Nachfolger von Richard Haldane, 1. Viscount Haldane Lordkanzler für England und Wales und bekleidete dieses Amt bis zum Ende der Amtszeit von Premierminister Asquith am 5. Dezember 1916 und seiner darauf folgenden Ablösung durch Robert Finlay, 1. Baron Finlay. Zugleich wurde er am 27. Mai 1915 Mitglied des Privy Council und durch ein Letters Patent vom 14. Juni 1915 als Hereditary Peer mit dem Titel Baron Buckmaster, of Cheddington in the County of Buckingham, erhoben und gehörte damit auch dem House of Lords als Mitglied an.
Buckmaster, der Ehrendoktorwürden der University of Oxford (Doctor of Civil Law), der University of Toronto (Doctor of Law) sowie der University of Edinburgh (Doctor of Law) erhalten hatte, war 1924 Vorsitzender des Ausschusses zur Überprüfung politischer Ehrungen (Political Honours Review Committee) sowie 1926 Präsident des Ölunternehmens British Controlled Oilfields Ltd.
Für seine langjährigen Verdienste wurde er ferner 1930 auch Knight Grand Cross des Royal Victorian Order (GCVO) und durch ein weiteres Letters Patent vom 24. Februar 1933 zum erblichen Viscount Buckmaster, of Cheddington in the County of Buckingham, erhoben.
Nach seinem Tod wurde er auf dem Golders Green Cemetery in London beigesetzt. Aus der am 29. Dezember 1889 geschlossenen Ehe mit  Edith Augusta Lewin gingen drei Kinder hervor, darunter sein ältester Sohn Owen Stanley Buckmaster, der ebenfalls seine Zulassung als Barrister von der Anwaltskammer von Inner Temple erhielt und seinem Vater nach dessen Tod als Viscount und Baron Buckmaster nachfolgte.